# Santa Cruz de Salinas
Santa Cruz de Salinas est une municipalité brésilienne de l'État du Minas Gerais et la microrégion de Salinas.